# Nemaster
Nemaster is een geslacht van haarsterren uit de familie Comatulidae.

## Soort
- Nemaster grandis A.H. Clark, 1909